# Erotica (canción)
«Erotica» es una canción interpretada por la cantante estadounidense Madonna, incluida en su quinto álbum de estudio del mismo nombre (1992). Las compañías Maverick, Sire y Warner Bros. Records la publicaron el 29 de septiembre de 1992 como el primer sencillo del disco, y figuró posteriormente en los grandes éxitos GHV2 (2001) y Celebration (2009). Compuesta y producida por Madonna y Shep Pettibone —con escritura adicional de Anthony Shimkin—, es un tema de género trip hop e incluye loops agudos y una voz susurrante de la cantante. Se destaca por emplear la técnica del spoken word o palabra hablada que se había introducido anteriormente en «Justify My Love» (1990). La artista adopta un alter ego llamado Dita, en homenaje a la actriz alemana Dita Parlo, y en la letra invita a su amante a asumir un rol sumiso a la vez que lo lleva a explorar los límites entre el dolor y el placer.
En términos generales, «Erotica» obtuvo comentarios positivos de los críticos y periodistas musicales, quienes vieron similitudes con «Justify My Love» por las partes habladas y la reconocieron como una de las canciones más destacadas del disco. Desde el punto de vista comercial, alcanzó la tercera posición en el Billboard Hot 100 de Estados Unidos; si bien esto supuso el primer sencillo principal de un álbum de Madonna que no lideró el conteo desde su disco debut de 1983, significó el mayor debut en la historia de la lista Hot 100 Airplay al ingresar en la segunda posición. Además, obtuvo un disco de oro de la Recording Industry Association of America (RIAA) y estuvo entre los diez mejores en otros países europeos, entre ellos Grecia e Italia, donde llegó al primer puesto.
Para la promoción del sencillo se filmó un videoclip bajo la dirección del fotógrafo francés Fabien Baron, que contó con la participación de celebridades como Naomi Campbell, Vanilla Ice e Isabella Rossellini, entre muchos otros. En él, Madonna personifica a una dominatrix enmascarada con un diente de oro y portando un látigo, con escenas intercaladas de la realización del coffee table book Sex. Debido a las escenas explícitas, luego de su estreno el canal MTV lo emitió solo tres veces después de la medianoche, antes de retirarlo permanentemente de la programación. Por este motivo, la cantante había filmado un segundo vídeo menos polémico para la televisión y apta para todas las edades. Madonna interpretó la canción en cuatro de sus giras mundiales, siendo The Celebration Tour (2023-2024) la más reciente. Tras su publicación, «Erotica» fue parodiada en programas de televisión y varios artistas interpretaron una versión de ella, especialmente para álbumes tributo a la cantante. 

## Antecedentes
En abril de 1992, Madonna fundó Maverick, su propia compañía de entretenimiento, consistente en un sello discográfico (Maverick Records), una productora de cine (Maverick Films) y divisiones asociadas a la publicación de música, radiodifusión, edición de libros y publicidad. El acuerdo fue una empresa conjunta con Time Warner, que pagó a Madonna un adelanto de 60 millones USD y le concedió un 20 % de regalías de sus negocios musicales, una de las tasas más altas de la industria, igualada en ese momento solo por la de Michael Jackson, que fue establecida un año antes con Sony. Madonna mencionó que imaginó a la compañía como un «grupo de reflexión artística» y lo comparó con un cruce entre Bauhaus, el «innovador» instituto de artes alemán formado en Weimar en 1919, y The Factory, el estudio de artistas y asistentes de Andy Warhol con sede en Nueva York. Los dos primeros proyectos de la empresa fueron Erotica, su quinto álbum de estudio, y un coffee table book con fotografías de desnudos de Madonna titulado Sex.
Para Erotica, Madonna trabajó principalmente con Shep Pettibone, con quien había colaborado durante la década de 1980 en varias remezclas de sus sencillos, en la composición y producción de «Vogue» y en el recopilatorio The Immaculate Collection (1990). Pettibone construyó la base musical de las canciones de Erotica al estilo de sus remezclas, mientras Madonna compuso las letras y las melodías. Según el artículo «Erotica Diaries» publicado en la revista Icon, antes de viajar a Chicago —donde Madonna se encontraba filmando A League of Their Own— Pettibone grabó una cinta con tres maquetas, las cuales contaron con la aprobación de la intérprete. Cuando finalizó el rodaje, se reunió con el productor en Nueva York y empezaron a trabajar en las maquetas en los meses de octubre y noviembre de 1991. Las primeras canciones que crearon fueron «Erotica», «Bye Bye Baby» y «Deeper and Deeper». Anthony Shimkin, asistente de Pettibone que también participó en la composición, mencionó que la cantante tenía un libro «lleno de letras e ideas de melodías» y se sentía «muy motivada».

## Desarrollo y grabación

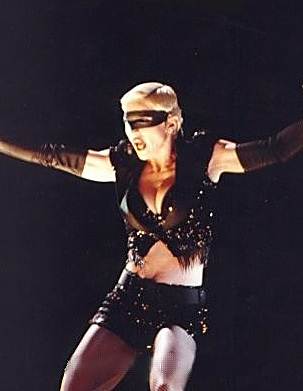
Madonna, vestida de dominatrix, dando inicio a la gira The Girlie Show (1993) con una interpretación de «Erotica»

Al principio, Madonna no quedó conforme con el primer grupo de temas que había grabado, pues quería que Erotica tuviese un sonido «crudo», como si estuviese grabado en un callejón en Harlem, y no una producción llamativa que impregnara su sonido. En el caso de la canción principal, Shimkin recalcó que se hicieron hasta cuatro versiones diferentes y que la original no fue tan «sensual, sexy y sucia» hasta que el equipo estuvo en el proceso de mezcla, casi al final de la producción. En aquel entonces, Madonna se encontraba desarrollando Sex a la vez que grababa el disco; al ver que algunas de las fotografías del libro tenían una temática dominatrix, Pettibone le sugirió que incorporara eso a la letra de las maquetas que estaban trabajando. Fue así cómo la cantante decidió adoptar el alter ego Dita y añadió las partes habladas. El uso de este seudónimo fue un homenaje a Dita Parlo, una actriz alemana conocida por ser alguien «a quien no le importaba lo que la gente pensara». Pettibone recordó:

Le dije: «Tienes todas estas historias en el libro, ¿por qué no las usas en la canción?». Sabía que [Madonna] estaba desarrollando una apariencia de dominatrix de los años 30 para Erotica, pero no sabía hasta qué punto estaba dispuesta a ir hasta después de ver Sex. Contenía historias creadas por su alter ego misteriosamente oscuro, Dita. Madonna tomó el libro, se marchó y no volvió sino hasta una media hora después. De pronto se apoderó del micrófono y susurró con una voz totalmente seca: My name is Dita, I’ll be your mistress tonight. [...] El estribillo y el puente cambiaron por completo y toda la psique de la canción se volvió más sensual, más directa. Parecía como si Dita sacara lo mejor de ella.

«Erotica» fue compuesta y producida por Madonna y Pettibone, con escritura adicional de Shimkin, y la grabación tuvo lugar en los Sound Work Studios de Astoria, en Nueva York, el 8 de junio de 1992. Emplea la técnica de palabra hablada que Madonna había introducido previamente en «Justify My Love». Entre los músicos que participaron se incluyen Pettibone como secuenciador, tecladista y programador, en conjunto con Shimkin y Joe Moskowitz, y Dennis Mitchell, Robin Hancock y George Karras en ingeniería y mezcla. Cuenta con un sample de «Jungle Boogie» (1973), de la banda estadounidense Kool & the Gang, y de «El Yom 'Ulliqa 'Ala Khashaba», de la cantante libanesa Fairuz. Esta última reclamó que su voz aparecía en la canción sin su consentimiento y afirmó que el verso He crucified me today —cantada en árabe— se tomó de un cántico religioso que tradicionalmente se canta durante los servicios de la Pascua, lo cual condujo a una demanda que fue solucionada fuera de la corte. Sin embargo, como consecuencia de esto, a la cantante se le prohibió la entrada a Líbano.

## Composición
«Erotica» es una canción de género trip hop con loops «agudos» y una voz susurrante de Madonna. Larry Flick de Billboard la describió como una «gema de pop y hip hop que distorsiona el ambiente de "Justify My Love" en una sensual rebanada de sexo auditivo». Catalogada como «una oda de otro mundo al sadomasoquismo», inicia con el sonido de un vinilo siendo reproducido en un tocadiscos. Seguido de esto, Madonna susurra la frase My name is Dita, I'll be your mistress tonight («Mi nombre es Dita, seré tu ama esta noche») e instruye a su amante a que sea obediente y haga exactamente lo que ella le dice. La canción tiene letras sugerentes que tratan sobre «obsesiones sexuales», como Will you let yourself go wild?, let my mouth go where it wants to? («¿Te dejarás enloquecer?, ¿dejarás que mi boca vaya donde quiera?»); la cantante invita a su amante a asumir un rol sumiso mientras le hace el amor y lo lleva a «explorar los límites entre el dolor y el placer». Stephen Holden del New York Times observó que en «Erotica» Madonna finalmente se «sumerge» en el rap, que ya había explorado en «Justify My Love», pero en «sus propios términos».
Según la partitura publicada en Musicnotes por Alfred Publishing Co., Inc., se establece en un compás de 4/4, con un tempo «moderado y de ritmo pesado» de 120 pulsaciones por minuto. Está compuesta en la tonalidad de fa sostenido menor y el registro vocal de Madonna se extiende desde las notas fa sostenido3 a la4. Sigue una progresión armónica de re/fa sostenido—fa sostenido menor—re/fa sostenido—fa sostenido menor en la introducción y en los primeros versos. Cuenta con instrumentos como las maracas y un riff «vibrante» de corno inglés. Madonna y Pettibone también produjeron una pista llamada «Erotic» que se incluyó en las copias de Sex. Descrita como una versión «con sabor a Oriente Medio», es más «simple [pero] explícita» que «Erotica», con letras sugerentes como We could use the cage, I've got a lot of rope/I'm not full of rage, I'm full of hope/ This is not a crime and you're not on trial, bend over baby, I'm going to make you smile («Podríamos usar la jaula, tengo mucha cuerda/No estoy llena de ira, estoy llena de esperanza/Esto no es un crimen y no estás en juicio, inclínate nene, esto te va a hacer sonreír»).

## Publicación y remezclas
Las compañías Maverick, Sire y Warner Bros. Records publicaron «Erotica» como el primer sencillo del disco homónimo en vinilos de 7" y 12", en casete y en CD. La primera fecha de lanzamiento fue el 29 de septiembre de 1992 en países de Europa y en Australia, cuando se editó el vinilo de 7" que incluía la edición de la radio, de 4:31 de duración, y una versión instrumental de la canción. Dos días después estuvo disponible un maxi CD con las mismas pistas más la versión original de 5:17 de duración. Cabe señalar que en Estados Unidos tenía previsto publicarse el 30 de septiembre, pero cinco días antes algunas estaciones de radio ya habían empezado a transmitir el sencillo. Según explica Billboard, Don Stevens de CFTR Toronto consiguió una copia el 25 de ese mes y la reprodujo una sola vez, puesto que los ejecutivos de Warner Bros. le habían enviado un cese y desista un par de horas más tarde. Stevens acusó a la discográfica de filtrar el tema para beneficiarse de la publicidad que rodeaba a Madonna, acusaciones que fueron negadas por Kim Cooke, vicepresidenta de promoción nacional de Warner Bros. Canadá. Incluso el programa Open House Party había reproducido la canción por la noche los días 26 y 27 de septiembre en 150 filiales. Debido a esto, la compañía decidió tomar represalias ante la estación canadiense y otras como KIIS y KPWR (Power 106) de Los Ángeles detuvieron la cobertura.
Para acompañar el lanzamiento comercial se incluyeron un total de siete remezclas en los maxisencillos en CD, que salieron a la venta el 11 de octubre en la mayoría de los mercados, a excepción de Estados Unidos, que se lanzó dos días después. La mayoría de ellas tenía un sonido house y hip hop: la primera es una versión editada de la original, la mezcla «Kenlou B-Boy Mix» cuenta con una línea de bajo diferente, mientras que la tercera, creada por William Orbit, contiene letras nuevas. Tanto la cuarta como la quinta presentan sonidos house —esta última también de género dub— y las dos siguientes fueron producidas por Jeep Beat Collective: la sexta es una versión instrumental titulada «Jeep Beats» y la séptima, «Madonna's In My Jeep Mix», pone la voz de la artista sobre ritmos scratching. La propia Madonna elogió estas dos últimas y confesó que eran «geniales para tener sexo», aunque remarcó que no eran «tan sensuales como la original». Posteriormente, «Erotica» se incluyó en los grandes éxitos GHV2 (2001) y Celebration (2009).

## Recepción crítica y reconocimientos

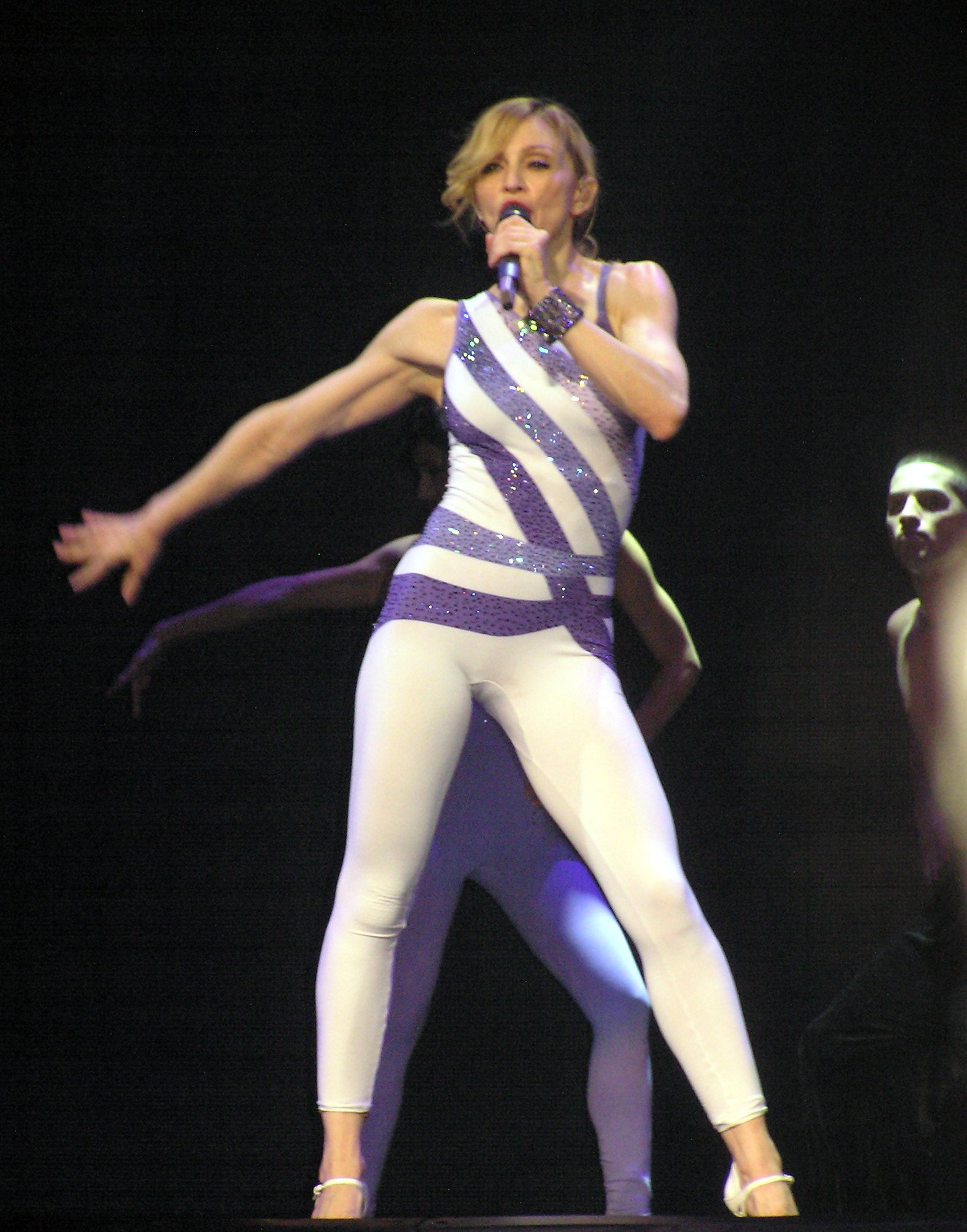
Madonna cantando una remezcla de «Erotica» durante uno de los conciertos del Confessions Tour (2006)

En términos generales, «Erotica» obtuvo reseñas positivas de críticos y periodistas musicales. Del sitio Allmusic, Stephen Thomas Erlewine la eligió, junto con «Deeper and Deeper» y «Rain», como una de las mejores canciones del disco, mientras que Jose F. Premis recalcó que se trataba de uno de sus temas «más interesantes y subestimados», así como de los «más oscuros y siniestros en su catálogo». En una opinión detallada del álbum, Arion Berger de Rolling Stone comentó que «la Madonna de "Erotica" no está interesada en tus sueños; está detrás de la docilidad, y no únicamente de la docilidad física. La canción exige la pasividad de un oyente, no una pareja sexual. Está insistentemente ensimismada, [como una versión] "Vogue" grosera, donde toda la acción real está en la pista de baile». Stephen Holden del New York Times declaró que «el gruñido brumoso [de Madonna] contrasta dramáticamente con la voz chillona de sus primeros discos, que todavía usa a menudo para transmitir una euforia de adolescente malcriada». De modo similar, Gavin Martin de The Seattle Times dijo que su voz suena «como si viniera de algún lugar oscuro y amenazador; hasta donde puedes decir, suena como hombre». Larry Flick de Billboard subrayó que, gracias a la colaboración con Pettibone, «ella ha confeccionado un arreglo profundo y complejo lleno de interesantes influencias del Medio Oriente».
Para Joel Lynch, también de Billboard, supuso «un cambio audaz» en el sonido de la cantante, y de manera similar J. Randy Taraborrelli, en su biografía de Madonna, comentó que «no fue una sorpresa para aquellos que estaban prestando atención a su música reciente. Ya había mostrado su mano antes con Breathless cuando cantó "Hanky Panky", la canción de las nalgadas [...] y luego con su sencillo "Justify My Love". [...] Sin embargo, "Erotica" fue la exploración musical completa, una exhibición de lo que debíamos creer que era la realidad sexual de Madonna». En su crítica al recopilatorio GHV2 (2001), Sal Cinquemani de Slant Magazine le pareció que era «prácticamente una secuela de "Justify My Love", tan lejanamente fría como erótica». En una reseña menos positiva, David Browne de Entertainment Weekly lo describió como «tristemente trivial, que entre su melodía frígida y las partes habladas que dan miedo, es casi tan sensual como un episodio de Los ángeles de Charlie de la era Shelley Hack». Escribiendo para The Buffalo News, Anthony Violanti la consideró la canción más débil del álbum y la criticó por ser una «copia al carbón» de «Justify My Love». Jude Rogers de The Guardian explicó que era «un sencillo curiosamente sin atractivo sexual de la era Sex, y sus incómodos suspiros sintetizados no ayudan en nada».
En reseñas retrospectivas, Mike Wass de Idolator consideró a la canción «extremadamente experimental y uno de los sencillos principales más interesantes de la leyenda viviente». A Joe Morgan de Gay Star News le pareció «tan atrevida como puede ser» y remarcó que «ningún otro artista mainstream se atrevería, en un millón de años, a publicarla hoy». Para Guillermo Alonso, de la edición española de Vanity Fair, fue «larga, sucia, confusa, adictiva [y] aparentemente sencillísima en su complejidad. [...] Uno de sus mejores momentos artísticos y sus peores momentos de popularidad». Por su parte, Matthew Jacobs del HuffPost afirmó que marcó «un período de innovación para la cantante», opinión que compartió Richard LeBeau de Medium, que además reconoció que había sido «una de las canciones más innovadoras de [su] carrera. Es una orgía de hip hop y electrónica, con versos hablados, un puente estupendo y un estribillo contagioso». Según Mayer Nissim, del periódico en línea PinkNews, era uno de los temas «más despreocupados y modestamente sensuales» de Madonna. Morgan Troper, del Portland Mercury, aseguró que su «voz susurrante e insistente refleja perfectamente el papel del narrador como una pareja dominante y diligente. [...] "Erotica" es Madonna "aterradora-sexy", cuando dice I'm not gonna hurt you ("No voy a lastimarte"), en realidad solo quiere decir que hará todo lo posible». M.C. Antil del portal MSN reconoció que, si bien la cantante «se esforzó demasiado [...] incluso más de lo habitual», y contaba con un título «genérico», era un tema «increíblemente erótico». Scott Kearnan de Boston.com escribió: «Ninguna estrella del pop de su calibre ha sido tan transgresora sexualmente, antes o después, y Madonna pagó el precio: la reacción fue dura. Rihanna canta sobre "S&M" como si fuera My Little Pony, pero Madonna habla sobre el dolor, el placer y el poder con la convicción de un latigazo». De la Official Charts Company, Justin Myers consideró a «Erotic», la versión alterna del sencillo distribuida en las copias del libro Sex, una de las «joyas ocultas» de Madonna.
Slant Magazine la eligió como la trigésima cuarta mejor canción de la década de 1990, y también figuró en numerosas listas de las más destacadas de Madonna. Por ejemplo, en 2008 Sebas E. Alonso de Jenesaispop lo posicionó en el trigésimo séptimo lugar del top 40 de Madonna y opinó que los sonidos electrónicos «no han envejecido nada mal a pesar de haber sido producidos en 1992, [y] la letra, hablada como en "Justify My Love", todavía hoy supondría una pequeña revolución». Diez años después, el mismo autor lo ubicó en el puesto veintisiete de los 60 mejores de la artista, en conmemoración por su 60.º cumpleaños. También en 2018, en un ranking que ordenó todos sus 78 sencillos publicados hasta ese entonces, Ed Gonzalez de Slant lo incluyó en la novena posición y dijo que los ritmos eran «hipnóticos, y a la vez atractivos y astutos». Ese mismo año, Joe Lynch de Billboard la ubicó en el vigésimo segundo puesto de las cien canciones más sobresalientes de la artista y la llamó su «reinvención más audaz y arriesgada. [...] Una declaración glacial (a través del alter ego Dita Parlo) de que había llegado el momento de abrir las puertas a las perversiones y poseerlas sin vergüenza». En un mismo conteo, Louis Virtel del sitio NewNowNext la clasificó en la octava posición y la consideró «un himno dance ardiente y obsceno». Ed Masley, de The Arizona Republic, la nombró su octavo mejor sencillo y escribió: «Retomando donde quedó "Justify My Love", "Erotica" es arte pop perverso con comentarios sucios y hablados sobre una cama de sonido atmosférico. [...] Incluso para estándares de Madonna, fue algo muy perverso para 1992». Por último, Chuck Arnold de Entertainment Weekly lo ubicó en el décimo puesto en el ranking de sus sesenta mejores sencillos; lo nombró «el paso más audaz que pudo haber hecho en el apogeo de su carrera» y señaló que «introdujo el alter ego pop-diva: antes de que Mariah nos diera a Mimi y Beyoncé nos diera a Sasha Fierce, Madonna nos dio a la dominatrix Dita».

## Recepción comercial

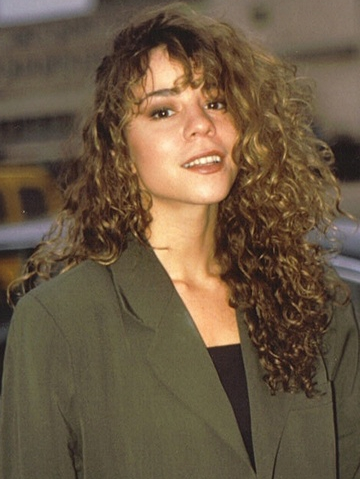
«Erotica» se convirtió —junto con «I'll Be There» de Mariah Carey (fotografía)— en el mayor debut de una canción en el Billboard Hot 100 desde 1970

En Estados Unidos, «Erotica» debutó en el decimotercer puesto de la lista Billboard Hot 100 el 17 de octubre de 1992, lo que supuso en ese entonces —junto con «I'll Be There» de Mariah Carey— en el mayor debut de una canción en el Hot 100 desde 1970. En la edición siguiente ascendió a la tercera posición, detrás de «End of the Road» de Boyz II Men y «Sometimes Love Just Ain't Enough» de Patty Smyth, por lo que fue el primer sencillo en alcanzar dicho puesto en solo dos semanas desde «Black or White» de Michael Jackson, en noviembre de 1991. No obstante, también fue el primer sencillo principal de un álbum de Madonna que no lideró el conteo desde su disco debut de 1983; Michael Ellis de Billboard explicó que no logró llegar a lo más alto por el descenso de las ventas (de 40 000 a 35 000 copias) y, aunque la promoción en las estaciones de radio se mantuvo estable, no consiguió los suficientes puntos como para subir de posiciones, por lo que en la semana siguiente descendió hasta el quinto lugar. En total, permaneció dieciocho semanas y en diciembre de 1992 recibió un disco de oro por la Recording Industry Association of America (RIAA), tras la venta de 500 000 unidades. José F. Promis explicó que fue uno de los sencillos que más rápido ascendió en la historia de la lista, pero también de los más rápidos en descender debido a que el público concluyó que «había ido demasiado lejos» e inició lo que se conoció en ese entonces como la «reacción violenta» hacia la cantante, que disminuiría después de su época de Evita (1996).
«Erotica» fue el mayor debut en la historia de la lista Hot 100 Airplay al ingresar en el segundo lugar el 17 de octubre de 1992. Lideró las listas Dance Club Songs y Dance Singles Sales y ocupó los puestos cuarto en Top Singles Sales, quinto en Rhythmic Songs, noveno en Mainstream Top 40, decimosexto en Bubbling Under Hot R&B/Hip-Hop y trigésimo primero en R&B/Hip-Hop Singles Sales. En la lista RPM Top 100 Singles de Canadá, también debutó el 17 de octubre de 1992 en el número 58; sin embargo, no pudo entrar a los diez primeros y alcanzó la decimotercera posición al cabo de un mes. En total estuvo doce semanas hasta el 16 de enero de 1993, cuando hizo su última aparición en la nonagésima posición. La canción logró una mejor recepción en el conteo canadiense de la revista The Record, donde llegó al segundo lugar el 21 de noviembre. En Australia y Nueva Zelanda registró resultados favorables: en el primer país se ubicó en el cuarto puesto el 1 de noviembre y obtuvo un disco de oro por la Australian Recording Industry Association (ARIA) por la venta de 35 000 copias, mientras que en el segundo alcanzó la tercera posición el 8 de noviembre y permaneció un total de siete semanas en la lista.
En países europeos como Grecia e Italia el tema llegó a lo más alto de las listas, y en Finlandia, Noruega y Portugal al segundo lugar. En Reino Unido ingresó en el undécimo puesto del UK Singles Chart el 17 de octubre; luego de dos ediciones subió hasta el tercero y en total estuvo nueve semanas. Según datos de Official Charts Company, para agosto de 2008 el sencillo había vendido 270 800 copias allí. «Erotica» estuvo entre los diez primeros en Bélgica, Dinamarca, España, Irlanda, Países Bajos, Suecia y Suiza, y fuera del top diez alcanzó las posiciones decimotercera en Alemania, decimoquinta en Austria y vigésima tercera en Francia. Por sus resultados comerciales en los mercados europeos, el tema llegó a lo más alto de las listas elaboradas por la revista Music & Media Eurochart Hot 100 Singles, European Hit Radio Top 40 y European Dance Radio, así como al vigésimo puesto del ranking de adulto contemporáneo.

## Vídeo musical

### Rodaje y descripción
Para la promoción de «Erotica» se realizó un vídeo musical en agosto de 1992 bajo la dirección del fotógrafo de moda francés Fabien Baron. Deborah Rusell de Billboard informó que la cantante había filmado dos vídeos para el sencillo, una versión X y otra de calificación G, apta para todas las edades y la cual no contenía desnudos. Inspirado en los filmes de The Factory, el estudio de Andy Warhol, el original fue rodado en blanco y negro y contó con cameos de celebridades como Naomi Campbell, Vanilla Ice, Isabella Rossellini y Big Daddy Kane. Muestra tomas de la artista en su alter ego Dita vestida como una dominatrix enmascarada con un diente de oro y portando un látigo —inspirada en la actriz Marlene Dietrich—, las cuales se intercalan con escenas reales de la realización del libro Sex; aquí se la ve sentada en toples en el regazo de un hombre mayor, en práctica bondage, montando una bicicleta y haciendo autoestop totalmente desnuda. Para imitar el aspecto de películas caseras, se empleó el formato Super-8. Las escenas de Madonna tuvieron lugar en el teatro de Nueva York The Kitchen, mientras que el resto —las imágenes de Sex— en el Hotel Chelsea y Gaiety Theatre. Richard Harrington de The Washington Post lo describió así:

En el vídeo, [Madonna] se convierte en Dita Parlo, una dominatrix enmascarada con diente de oro de una época indeterminada, lista para ayudarnos a cruzar la calle en la esquina de Placer y Dolor, [...] asumiendo diferentes roles de dominatrix en diversos escenarios de bondage, antes de terminar haciendo autoestop desnuda en una calle notablemente libre de colisiones múltiples. Rodado en blanco y negro granulado, «Erotica» tiene la sensación de un stag film, aunque sus tomas rápidas evitan que el espectador vea demasiado.

### Estreno y recepción

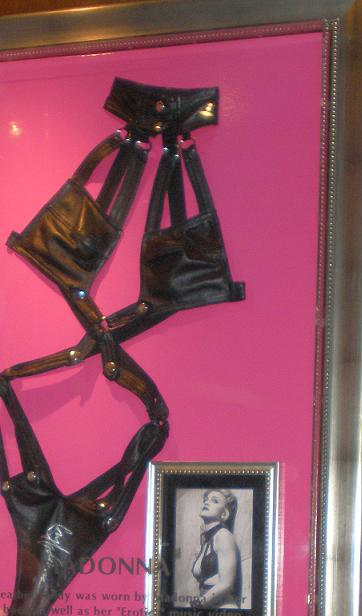
Bikini de cuero que Madonna utilizó tanto en el vídeo de «Erotica» como en Sex

El estreno ocurrió el 2 de octubre de 1992 a través del canal MTV, pero causó controversia debido a su contenido «sadomasoquista», tal como lo expresó Susan Bibisi de Los Angeles Daily News, que además lo consideró «prácticamente un anuncio para el libro [Sex]». Entertainment Tonight había reportado previamente que fue la misma Madonna que inició el caos que rodeaba el videoclip al caminar con los pechos desnudos en un desfile de modas del diseñador Jean-Paul Gaultier y haber posado desnuda para la revista Vanity Fair. MTV lo televisó tres veces después de la medianoche, antes de retirarlo permanentemente de la programación, por lo que fue el segundo vídeo prohibido de Madonna después de «Justify My Love». Carol Robinson, portavoz de la cadena, declaró que solo se transmitirían algunas escenas en selectos programas vespertinos como The Grind, y Linda Alexander, también del canal, declaró que la temática estaba «claramente» dirigida a un público más adulto, no para una audiencia general. La misma cantante dijo que entendía la decisión: «MTV tiene un gran público y muchos de ellos son niños, y muchos de los temas que estoy explorando en mis vídeos no son para niños, así que entiendo que no puedan mostrarlo. [... ] Lo acepto». Otras cadenas como la NBC, así como los operadores de las pantallas gigantes en Times Square, también se rehusaron a emitirlo por considerarlo «demasiado subido de tono» y por temor a la reacción de los espectadores, mientras que por su parte Pearl Liberman, productor de Friday Night Videos, señaló que, aunque no iba a ser transmitido, sí se harían reportajes al respecto. Uno de los pocos medios en emitirlo fue The Box, donde llegó a ser el vídeo número uno del canal; Vincent Monsey, uno de los voceros, afirmó que estaba «muy bien producido» y no veía «ningún problema». En Australia y Europa se mostró una versión más explícita que incluía desnudos integrales y cambios en la edición. El 19 de octubre de ese año, MTV volvió a emitir el vídeo en su totalidad —nuevamente después de la medianoche— con un aviso de advertencia dirigido a los televidentes. Una versión editada, que censuró todas las escenas de desnudez, se incluyó en el DVD recopilatorio Celebration: The Video Collection (2009).
En general, obtuvo reseñas variadas por parte de los críticos. Anthony DeCurtis de Rolling Stone dijo que era «básicamente moneda corriente para Madonna» y se preguntó cuánto tiempo más podría seguir explotando la sexualidad y en qué momento «dejaba de ser interesante». Del mismo modo, Michele Romero de Entertainment Weekly expresó que parecía «más una letanía de tabúes televisivos que una expresión excitante de [sus] fantasías sexuales», y criticó la falta de emoción y la edición entrecortada, lo que hizo «difícil identificarse con los personajes o preocuparse por ellos». Concluyó: «¿No hemos visto la mayoría de estas cosas antes? ¿Ya podemos aburrirnos del tema?». Más negativo fue Anthony Violanti, quien opinó que «[Madonna] ha promocionado el sexo hasta el punto de aburrimiento y se ha convertido en una caricatura de sí misma», y desestimó el videoclip diciendo que era «tan erótico como Ross Perot». Por el contrario, en una opinión más favorable, la exactriz porno Candida Royalle señaló que al presentar el tema del erotismo, «Madonna estaba ayudando a las mujeres a encontrar la igualdad en la sociedad». El autor Brian McNair lo elogió por ser «porno chic». Sebas E. Alonso de Jenesaispop opinó que fue «todo un atrevimiento que un/a artista de primera línea celebrara en un videoclip sexo lésbico, slings, saunas y lluvia dorada. Con el aliciente de que lo perpetrara una mujer». Por su parte, Samuel R. Murrian de la revista Parade lo nombró el vigésimo mejor vídeo de la cantante. De los 25 más destacados de la cantante, «Erotica» quedó en la decimoséptima posición de la lista creada por el sitio Idolator. Figuró en la misma posición de la lista elaborada por NewNowNext; Louis Virtel, creador del artículo, lo llamó «un espectáculo de mala muerte, pero que te obliga a preguntarte: ¿te dejarías enloquecer?». Por su parte, Kyle Anderson de MTV, Sal Cinquemani de Billboard y Daniel Welsh del HuffPost lo escogieron entre los más controvertidos de la artista, y en el conteo de los cincuenta momentos más sensuales en la historia de los vídeos, de VH1, quedó en el puesto decimosexto.

## Presentaciones en vivo
Madonna incluyó «Erotica» en el repertorio de sus giras The Girlie Show (1993), Confessions (2006), MDNA (2012) y Celebration (2023-2024). En la primera era el número de apertura y comenzaba con una bailarina en toples deslizándose por una barra que colgaba por encima del escenario. A continuación, la cantante aparecía vestida como una dominatrix con cabello corto y un conjunto negro que consistía en un sostén y pantalones cortos de lentejuela, guantes largos, botas hasta las rodillas, antifaz y una fusta. Interpretó la canción mientras frotaba la fusta entre sus piernas y sus bailarines realizaban poses sugestivas. En su reseña del concierto en la ciudad de Nueva York, Jon Pareles de The New York Times opinó que durante el número la coreografía sugería «ejercicio, más que pasión desenfrenada». La actuación figuró en el vídeo The Girlie Show - Live Down Under (1994), filmado el 19 de noviembre de 1993 en la ciudad de Sídney (Australia). En su crítica al lanzamiento, Dominic Griffin de Variety dijo que se trató de un número de apertura «bastante decepcionante».

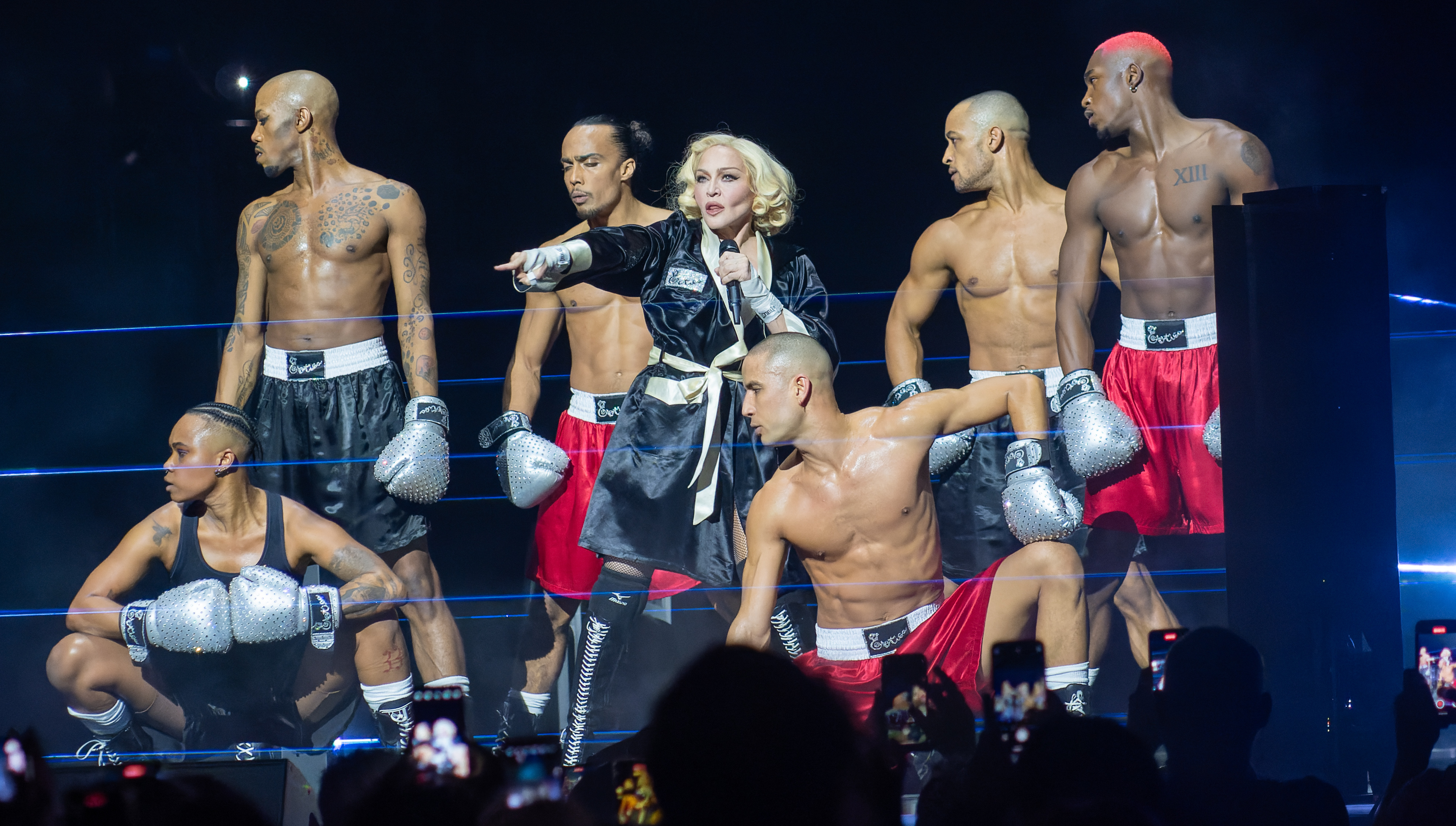
Madonna interpretando «Erotica» con temática de boxeo en la gira The Celebration Tour (2023-2024)

En el Confessions Tour de 2006, «Erotica» se usó en una introducción de «Music» (2000), junto con otras canciones como «Holiday» (1983), «Borderline» (1984) y «Dress You Up» (1985). En esa misma gira, Madonna cantó una remezcla basada en una de las maquetas inéditas, conocida como «You Thrill Me». Durante la actuación, portó un leotardo blanco con rayas púrpuras —similar al que usaron las cantantes del grupo ABBA— diseñado por Jean-Paul Gaultier, y estuvo acompañada de cinco parejas de bailarines que realizaron una coreografía estilo baile de salón. El Boston Herald afirmó que «["Erotica"] se renovó con un ritmo actualizado y pegadizo de eurodisco», mientras que para Sandy Cohen de la CBS fue uno de los números que «mantuvo la energía en alto». La presentación apareció en el segundo álbum en vivo de la cantante, The Confessions Tour (2007), filmada en agosto de 2006 durante los conciertos ofrecidos en Londres.
En The MDNA Tour (2012), Madonna interpretó un mashup de «Erotica» y «Candy Shop» —de su undécimo álbum de estudio Hard Candy (2008)— titulado «The Erotic Candy Shop». Formó parte del tercer acto del concierto, «Masculino/Femenino», inspirado en la moda y el cabaré francés. En su comentario al espectáculo en Abu Dabi, Niv Elis de The Jerusalem Post comentó que mostró a la cantante «en su mejor momento visual» y le pareció «una visita maravillosamente traviesa a un burdel burlesco». La presentación se incluyó en su cuarto álbum en vivo MDNA World Tour (2013), rodado el 19 y 20 de noviembre de 2012 en Miami.
En The Celebration Tour, gira realizada para conmemorar los cuarenta años de carrera de Madonna, la actuación de «Erotica» se llevó a cabo en un ring. Madonna lució un slip dress debajo de una bata de boxeo, y los bailarines guantes brillantes. El número incluye a una doble de la cantante recreando la secuencia de «Like a Virgin» de la gira Blond Ambition (1990). Para Mark Savage de la BBC, la interpretación fue «un recordatorio de sus tumultuosas relaciones», ya que las pantallas de fondo mostraban a Josh Popper, novio actual de Madonna.

## Parodias, versiones y usos en la cultura popular
Tanto el tema como el videoclip de «Erotica», así como el álbum homónimo y Sex, fueron objeto de parodias en los medios, casi todas ellas bajo el título de «Neurotica». Tal es el caso del elenco de la serie de televisión de comedia In Living Color o el de la comediante Sandra Bernhard, quien realizó un breve sketch en su espectáculo «Giving Til It Hurts» en el que personificó a una mujer que limpia obsesivamente su casa. En el año 2000, las bandas alternativas Razed in Black vs. Transmutator y Pornoland grabaron una versión de la canción para los álbumes tributo Virgin Voices: A Tribute to Madonna Vol. 2 y The Material Girl: A Tribute to Madonna, respectivamente; sobre esta última, Al Campbell de Allmusic mencionó que era una de las «más llamativas» del material y se asemejaba a la original. Adam Marano incluyó su versión en el disco de 2005 Tribute to Madonna (Golden Sound), mientras que en 2008 el grupo Clueless la interpretó para Tribute to Madonna y la orquesta The Sunset Lounge la grabó para The Madonna Cool Down Experience - Pt. 2. Por último, se usó en una escena de la cinta Obscenidades y sabiduría (2008), la primera película de Madonna como directora.

## Formatos
| 7", casete / CD de 3" |                          |          |  |
| N.º                   | Título                   | Duración |  |
| 1.                    | «Erotica»                | 5:17     |  |
| 2.                    | «Erotica» (instrumental) | 5:17     |  |

| 7", casete |                             |          |  |
| N.º        | Título                      | Duración |  |
| 1.         | «Erotica» (versión editada) | 4:32     |  |
| 2.         | «Erotica» (instrumental)    | 5:17     |  |

| Maxi CD |                                      |          |  |
| N.º     | Título                               | Duración |  |
| 1.      | «Erotica» (versión editada)          | 4:32     |  |
| 2.      | «Erotica» (Kenlou B-Boy Mix)         | 6:27     |  |
| 3.      | «Erotica» (WO 12")                   | 6:12     |  |
| 4.      | «Erotica» (Underground Club Mix)     | 4:57     |  |
| 5.      | «Erotica» (Masters at Work Dub)      | 4:57     |  |
| 6.      | «Erotica» (Jeep Beats)               | 5:53     |  |
| 7.      | «Erotica» (Madonna's in My Jeep Mix) | 5:50     |  |

| 12" / 12", CD |                             |          |  |
| N.º           | Título                      | Duración |  |
| 1.            | «Erotica»                   | 5:17     |  |
| 2.            | «Erotica» (instrumental)    | 5:17     |  |
| 3.            | «Erotica» (versión editada) | 4:33     |  |

| Maxisencillo en casete |                                      |          |  |
| N.º                    | Título                               | Duración |  |
| 1.                     | «Erotica» (Kenlou B-Boy Mix)         | 6:27     |  |
| 2.                     | «Erotica» (Jeep Beats)               | 5:53     |  |
| 3.                     | «Erotica» (Madonna's in My Jeep Mix) | 5:50     |  |
| 4.                     | «Erotica» (William Ørbit 12")        | 6:07     |  |
| 5.                     | «Erotica» (Underground Club Mix)     | 4:53     |  |
| 6.                     | «Erotica» (Bass Hit Dub)             | 4:47     |  |

| Maxi CD |                                      |          |  |
| N.º     | Título                               | Duración |  |
| 1.      | «Erotica» (William Ørbit 12")        | 6:07     |  |
| 2.      | «Erotica» (Kenlou B-Boy Mix)         | 6:27     |  |
| 3.      | «Erotica» (Underground Club Mix)     | 4:53     |  |
| 4.      | «Erotica» (William Ørbit Dub)        | 4:53     |  |
| 5.      | «Erotica» (Madonna's in My Jeep Mix) | 5:50     |  |

| EP / descarga digital |                                      |          |  |
| N.º                   | Título                               | Duración |  |
| 1.                    | «Erotica»                            | 4:32     |  |
| 2.                    | «Erotica» (Kenlou B-Boy Mix)         | 6:27     |  |
| 3.                    | «Erotica» (William Ørbit 12")        | 6:07     |  |
| 4.                    | «Erotica» (Underground Club Mix)     | 4:53     |  |
| 5.                    | «Erotica» (Masters at Work Dub)      | 4:57     |  |
| 6.                    | «Erotica» (Jeep Beats)               | 5:53     |  |
| 7.                    | «Erotica» (Madonna's In My Jeep Mix) | 5:50     |  |

| Sencillo promocional de Sex |          |          |  |
| N.º                         | Título   | Duración |  |
| 1.                          | «Erotic» | 5:20     |  |

## Posicionamiento en listas
| País (Lista 1992)                                 | Posición más alta |
| ------------------------------------------------- | ----------------- |
| Alemania (Offizielle Deutsche Charts)             | 13                |
| Australia (ARIA)                                  | 4                 |
| Austria (Ö3 Austria Top 40)                       | 15                |
| Bélgica Flandes (Ultratop)                        | 8                 |
| Canadá (RPM Top 100 Hit Tracks)                   | 13                |
| Canadá (The Record)                               | 2                 |
| Dinamarca (IFPI)                                  | 6                 |
| España (AFYVE)                                    | 4                 |
| Estados Unidos (Billboard Hot 100)                | 3                 |
| Estados Unidos (Bubbling Under R&B/Hip-Hop Songs) | 16                |
| Estados Unidos (Dance Club Songs)                 | 1                 |
| Estados Unidos (Dance Singles Sales)              | 1                 |
| Estados Unidos (Hot 100 Airplay)                  | 2                 |
| Estados Unidos (R&B/Hip-Hop Singles Sales)        | 31                |
| Estados Unidos (Mainstream Top 40)                | 9                 |
| Estados Unidos (Rhythmic Songs)                   | 5                 |
| Estados Unidos (Top Singles Sales)                | 4                 |
| Unión Europea (Adult Contemporary Europe)         | 20                |
| Unión Europea Europa (Eurochart Hot 100 Singles)  | 1                 |
| Unión Europea Europa (European Dance Radio)       | 1                 |
| Unión Europea Europa (European Hit Radio Top 40)  | 1                 |
| Finlandia (IFPI)                                  | 2                 |
| Francia (SNEP)                                    | 23                |
| Grecia (IFPI)                                     | 1                 |
| Irlanda (IRMA)                                    | 4                 |
| Italia (Hit Parade Italia)                        | 1                 |
| Noruega (VG-lista)                                | 2                 |
| Nueva Zelanda (Recorded Music NZ)                 | 3                 |
| Países Bajos (Dutch Top 40)                       | 8                 |
| Países Bajos (Single Top 100)                     | 10                |
| Portugal (AFP)                                    | 2                 |
| Reino Unido (UK Singles Chart)                    | 3                 |
| Suecia (Sverigetopplistan)                        | 3                 |
| Suiza (Schweizer Hitparade)                       | 8                 |

| País (Lista 1992)                         | Posición |
| ----------------------------------------- | -------- |
| Bélgica Flandes (Ultratop)                | 90       |
| Unión Europea (Eurochart Hot 100 Singles) | 45       |
| Unión Europea (European Hit Radio)        | 39       |
| Unión Europea (European Dance Radio)      | 12       |
| Italia (FIMI)                             | 13       |
| Países Bajos (Dutch Top 40)               | 95       |
| Reino Unido (UK Singles Chart)            | 63       |
| País (Lista 1993)                         | Posición |
| Estados Unidos (Dance Singles Sales)      | 48       |

## Certificaciones
| País (organismo certificador) | Certificación | Unidades certificadas |
| ----------------------------- | ------------- | --------------------- |
| Australia (ARIA)              | Oro           | 35 000                |
| Estados Unidos (RIAA)         | Oro           | 500 000               |
| Reino Unido                   | —             | 270 800               |

## Créditos y personal

### Dirección
- Grabación en Soundworks Studio, Nueva York.
- Masterización en Sterling Sound, Nueva York.
- Publicado por WB Music Corp./Bleu Disque Music Co., Inc./Webo Girl Publishing, Inc., adm. por WB Music Corp./Shepsongs admn. por MCA Music Publishing, Inc. (ASCAP)
- Contiene un sample de «Jungle Boogie» de Kool & the Gang, bajo licencia de Polygram Special Markets, una división de PolyGram Group Distribution, Inc. Escrita por R. Bell, C. Smith, R. Mickens, D. Boyce, R. Westfield, D. Thomas, R. Bell, G. Brown. Warner-Tamerlane Publishing Corp./Second Decade Music Co. (BMI)

### Personal
- Madonna: voz, composición, producción
- Shep Pettibone: composición, producción, teclados, secuenciador, programación
- Anthony Shimkin: composición, teclados, secuenciador, programación
- Joe Moskowitz: teclados (adicional)
- P. Dennis Mitchell: ingeniería
- Robin Hancock: ingeniería
- Mark Goodman: asistente de ingeniería
- George Karras: mezcla
- Ted Jensen: masterización
- Suning Sat Tjia: fotografía
- Fabien Baron: dirección artística, diseño

Créditos adaptados de las notas del álbum Erotica.